# Eresus almaghrib
Espèce
Eresus almaghrib est une espèce d'araignées aranéomorphes de la famille des Eresidae.

## Distribution
Cette espèce est endémique de la région Marrakech-Safi au Maroc,. Elle se rencontre dans la province d'Essaouira vers Essaouira.

## Description
Le mâle holotype mesure 4,39 mm.

## Systématique et taxinomie
Cette espèce a été décrite par Szűts, Lecigne et Moutaouakil en 2025.

## Publication originale
- Lecigne, Moutaouakil & Lips, 2025 : « Contribution to the knowledge of the spider fauna of Morocco (Arachnida: Araneae) – second note. On new species and new records from caves and miscellaneous terrestrial ecosystems. » Journal of the Belgian Arachnological Society, vol. 40, no 1 supplement, p. 1-184.